# 아현중학교
아현중학교(阿峴中學校)는 대한민국 서울특별시 마포구 아현동에 있는 공립 중학교이다.

## 학교 연혁
- 1980년 2월 2일 : 아현중학교 설립인가(30학급)
- 1980년 2월 2일 : 초대 남규로 교장 취임
- 2000년 6월 1일 : 학교 급식실 개관
- 2005년 10월 1일 : 아현교육문화관 개관
- 2006년 11월 29일 : 학교생활체육시설 준공식(인조잔디구장등)
- 2022년 3월 1일 : 제14대 신만섭 교장 취임
- 2023년 1월 3일 : 제43회 졸업식(168명 졸업. 총졸업생수 17,715명)
- 2023년 3월 2일 : 제46회 입학식(216명)

## 참고 자료
- 아현중학교 - 한국교육학술정보원 학교알리미